# Борок (Павловский район)
Борок — деревня в Павловском районе Нижегородской области. Входила в состав Чмутовского сельсовета, в 2009 году при объединении муниципальных образований вошла в состав городского поселения город Горбатов. Население — 110 человек. Расстояние до райцентра — 28 км.

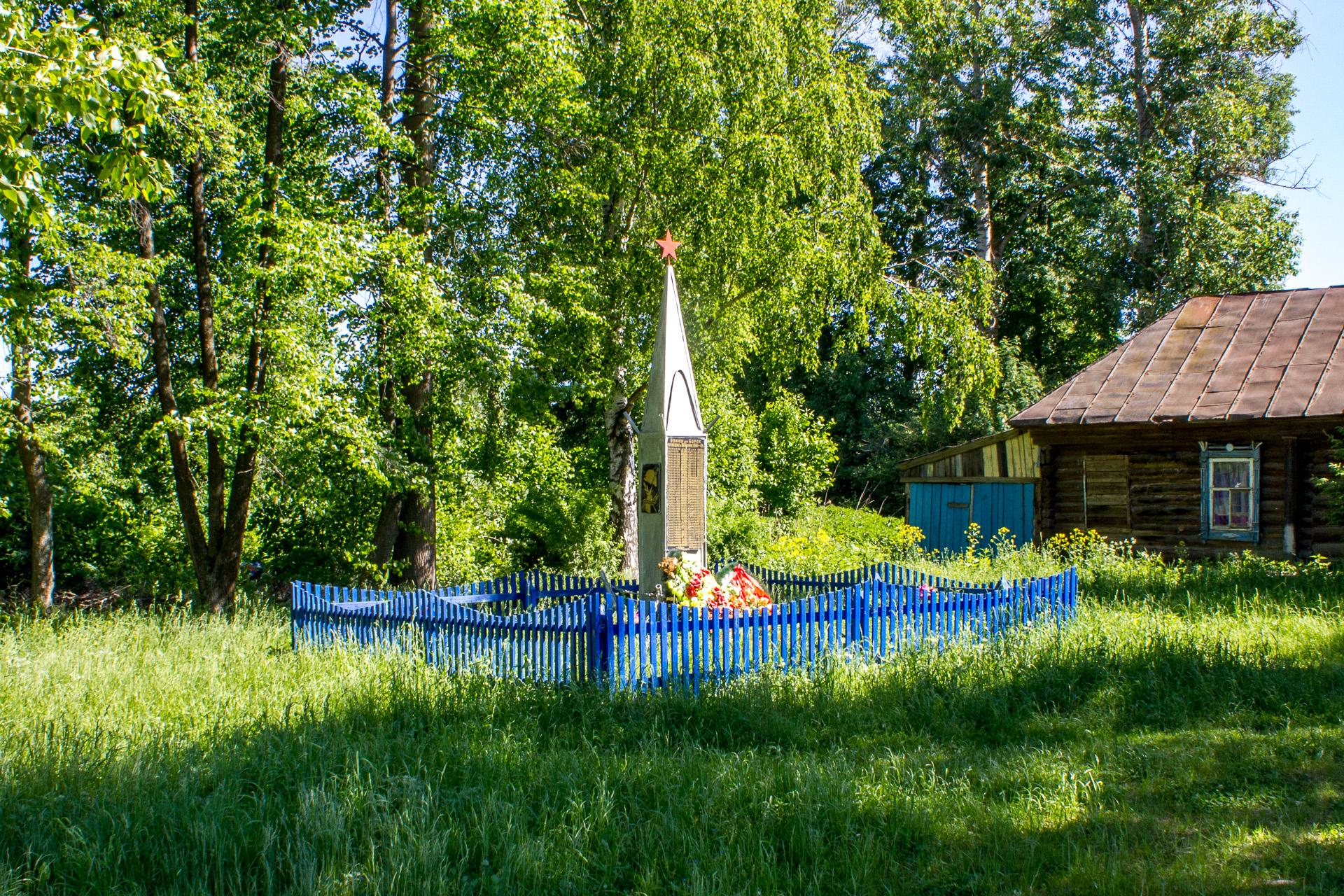
Памятник погибшим односельчанам

## Природа окрестностей
Деревня расположена в северной части района в бассейне реки Кишмы.

## Транспорт
Деревня Борок расположена на автомобильной дороге «Ворсма — Горбатов». Проходящие автобусы: Павлово — Ворсма — Горбатов, Павлово — Чмутово, Горбатов — Нижний Новгород.